# Pilsbryspira zebroides
Pilsbryspira zebroides är en snäckart som först beskrevs av Weinkauff 1876.  Pilsbryspira zebroides ingår i släktet Pilsbryspira och familjen Turridae. Inga underarter finns listade i Catalogue of Life.